# 2015 у коміксах
Нижче представлений огляд подій, що відбудуться у 2015 році у комікс-тематиці.

## Події
- На KCC2015 вперше зазвучала ідея про офіційний переклад українською мовою популярних європейських та американських коміксів, які вже стали світовими бестселерами.

### Фестивалі
| Дата       | Подія               | Розташування  | Аудиторія | Дж |
| ---------- | ------------------- | ------------- | --------- | -- |
| 6-7 червня | Kyiv Comic Con 2015 | Київ, Україна | 9500      |    |